# Paul Fleuriot de Langle
Pour les articles homonymes, voir Fleuriot.
Pour l'écrivain, voir Jean-Marie-Jérôme Fleuriot de Langle.
Paul Antoine Marie Fleuriot de Langle, né le 1er août 1744 au château de Kerlouët à Quemper-Guézennec et décédé le 11 décembre 1787, à Maouna (Îles Samoa), est un officier de marine et aristocrate français du XVIIIe siècle. Entré dans la Marine royale à l'âge de 14 ans, au début de la guerre de Sept Ans, il y fait toute sa carrière. Nommé capitaine de vaisseau puis chef de division pendant la guerre d'indépendance des États-Unis, il était également membre puis président de l'Académie de Marine. Il embarque comme second de l'expédition de Lapérouse (1er août 1785 - 11 décembre 1787).

## Biographie

### Origines et famille
Paul Antoine Marie Fleuriot, chevalier de Langle, naît dans une famille de la noblesse , originaire de Bretagne, d'ancienne extraction de 1427.Ses parents possèdent le manoir de Kerlouët. Il est le fils de Jean Sébastien Fleuriot de Langle (1712-1781) et de Marie Jeanne de La Monneraye (1707-1796). De cette union naissent deux fils et quatre filles. Son frère aîné, Jean Charles Fleuriot de Langle (1738-1809) est capitaine au Régiment Royal-Étranger de cavalerie.
Cette famille donnera à la France des officiers de marine dont ses deux petits-fils : Camille Louis Marie Fleuriot de Langle (16 janvier 1821-3 janvier 1914), contre-amiral  le 8 mai 1879, il est major de la flotte du 2e arrondissement maritime de Brest; ainsi que le frère aîné de ce dernier Alphonse Fleuriot de Langle (16 mai 1809-22 juillet 1881), vice-amiral  et janvier 1871, préfet maritime du 2e arrondissement maritime de Brest.
Il épouse, au printemps de 1784, Melle Georgette de Kerouatz, pupille du vice-amiral d'Hector, commandant de la marine à Brest. Ils n'auront qu'un seul enfant né le 8 décembre 1784 à Brest, Jean-Charles qui épousera en 1806 Mélite de Fresnel (d'où postérité). Sa descendance, tout au long du XIXe siècle, œuvre dans la Marine Nationale[réf. nécessaire]. Durant la Révolution française, la veuve de Paul-Antoine se réfugie en Angleterre avec son fils : elle survivra comme couturière en travaillant dans un atelier où l'on fabriquait des vêtements pour les ecclésiastiques anglicans.

### Armes de famille
« D'argent au chevron de gueules accompagné de 3 quintefeuilles d'azur : 2 et 1. » 

### Carrière dans la Marine royale
Il entre dans la compagnie de garde-marine de Brest le 4 juin 1758, et embarque le 16 novembre suivant sur le vaisseau Le Diadème, dans l'Escadre de BOMPAR aux Antilles, alors qu'il n'a que 14 ans.
En 1762, sur le même vaisseau, il participe à la campagne de l'Escadre de Blénac et à la prise de cinq bâtiments anglais chargés de troupes. L'année suivante, le 22 octobre 1763, il est sur la Malicieuse jusqu'à Cadix puis participe à une campagne en Guyane sur l'Étoile. Le 22 avril 1765 il est chargé, sur La Porteuse de surveiller l'approvisionnement des ports militaires. En 1767, il est à Lisbonne et en Méditerranée sur la Biche puis l'Écluse : il entreprend une visite successive de tous les ports de Dunkerque à Bayonne.
En 1770, il est nommé enseigne de vaisseau  et atteint Saint-Domingue (actuelle Haïti) sur la Belle-Poule le 11 avril 1771, où il se lie à Lapérouse. En 1772, il est en escadre d'évolutions sur la Dédaigneuse.
En 1774, il est élu membre de l'Académie de Marine et prend une part active aux travaux de cette assemblée ; il en élu secrétaire le 6 avril 1775 puis directeur le 27 novembre 1783. Il participe à la rédaction du Dictionnaire de marine pour les chapitres Charpentage et Machines. Il publie :
- un Mémoire sur la méthode de détermination de la latitude en mer par deux hauteurs du soleil prises hors du méridien d'après les recherches faites lors de sa campagne sur La Dédaigneuse[5] ;
- Observations astronomiques, par Trémergat et de Langle (cote 073-TX, p. 97-98)
- Rapport des observations de longitude par les distances de la lune au soleil et aux étoiles, faites à bord de la Dédaigneuse par MM. de Langle, Prévalaye et Trémergat. (cote 073-TX, p. 121-133)
- Détermination de la variation de la boussole (cote 073-TX, p. 508-518)
- Rapport de Blondeau, de Langle et Fortin sur les observations relatives aux longitudes, faites par Desouches à bord de l’Elisabeth destinée pour Saint-Domingue (cote 076-TI, p. 206-207)
- Rapport de Granchain, de Langle et Fortin sur des observations analogues faites par Clairon, professeur d'hydrographie au Havre (cote 076-TI, p. 208-210)

#### Guerre d'indépendance des États-Unis (1775 - 1783)

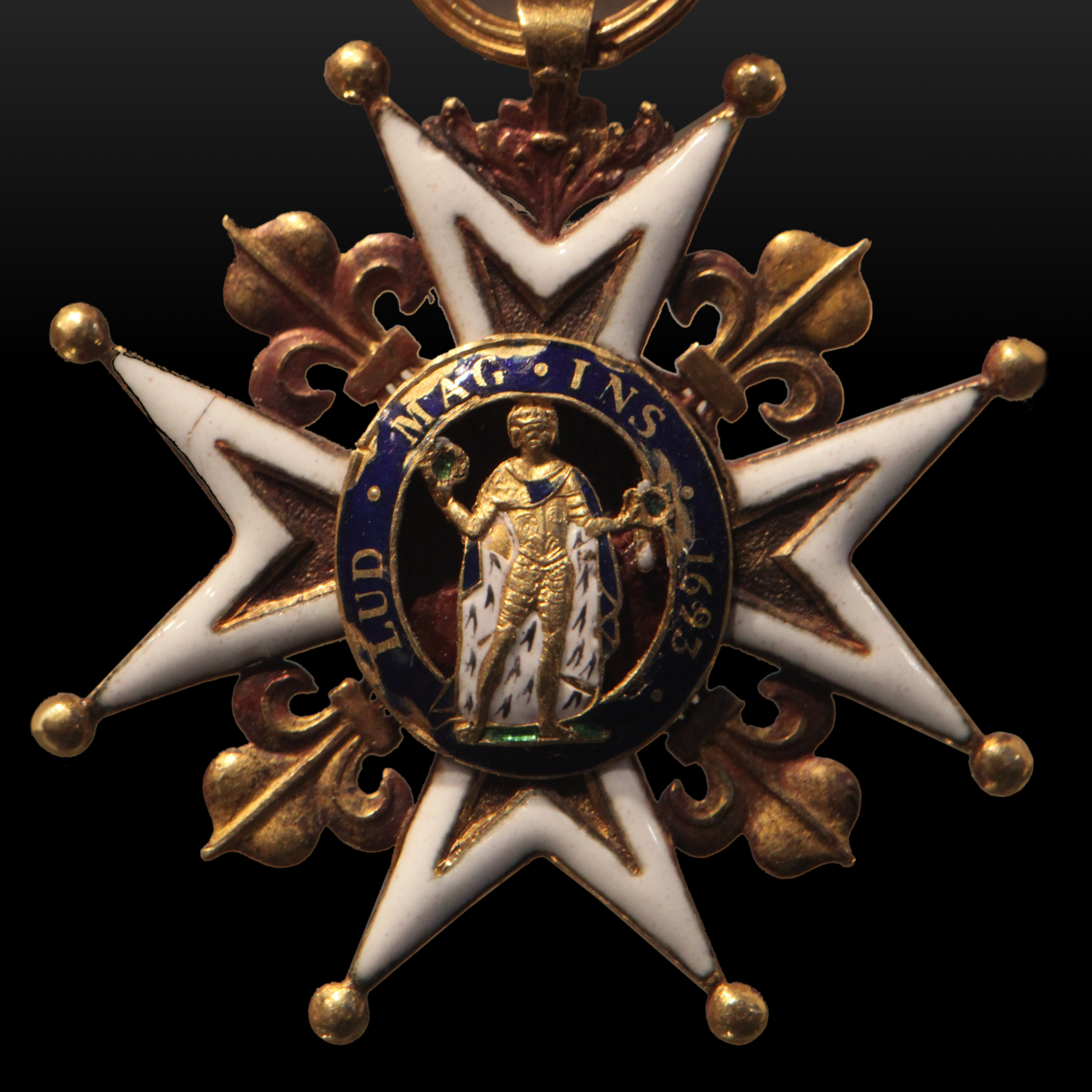
Croix de l'ordre royal et militaire de Saint-Louis : « LUD(OVICUS) M(AGNUS) IN(STITUIT) 1693 » pour « Louis le Grand l’a institué en 1693. »

Il prend part à la guerre d'indépendance américaine.

Du 22 septembre 1776 au 3 avril 1778, il sert sur Le solitaire monté par le Duc de Chartres. Il est fait Lieutenant de vaisseau le 14 février 1778 ; il passe le 9 avril 1778, chef d'état-major sur Le Saint-Esprit avec lequel il combat à Ouessant le 27 juillet 1778. La même année, il reçoit la croix de Saint-Louis en récompense de ses services. Il est débarqué du Saint-Esprit le 19 septembre 1778 puis prend le commandement de la corvette Le Hussard chargée d'escorter des convois le 5 mai 1779. Le 3 juin 1779, il prend un corsaire de 14 canons, le cutter Actif. Tout l'hiver, il fait le service de convoyeur. Le 5 juillet 1780, il est surpris au large d'Ouessant, par manque de vent à terre, par le Nonsuch auquel il ne peut échapper. Sir John Wallace le traite en ennemi généreux et huit jours après, il est de retour dans son château.
Du 1er janvier 1781 au 15 mars 1781 il commande l'Aigrette, puis passe le 27 avril 1781 au commandement de La Résolue, chargée de transporter en Amérique le colonel Laurens et le capitaine Penn, envoyés des États-Unis. Arrivé à Boston le 27 août 1781, après avoir fait quelques prises pendant la traversée, il remet à la voile le 9 octobre 1781 et rejoint l'armée du comte de Grasse ; il mouille au Fort-Royal le 16 mars 1782. Il est pourvu du commandement de L'Experiment, prise anglaise, le 26 mars 1782 : il escorte des convois aux Antilles.
Il est chargé d'une mission difficile dont le succès préoccupait à juste titre le comte de Grasse. Il s'agissait de la conquête de la Jamaïque. On avait rassemblé à grands frais un personnel considérable, des vivres, des munitions... sur une flotte de 150 voiles dont l'escorte fut confiée à de Langle, lequel avait sous ses ordres le vaisseau Le Sagittaire et deux frégates. Il a le bonheur, après avoir combattu quelques corsaires qui essayèrent d'entamer son convoi, de le conduire à Cap-Français, où il arrive le 14 mai 1782. Quittant le même jour l'Experiment mauvais marcheur, il prend le commandement de la frégate l'Astrée que venait de quitter son ami Lapérouse, passé sur le Sceptre, dont le commandement était devenu vacant avec la mort de M. de Ternay.

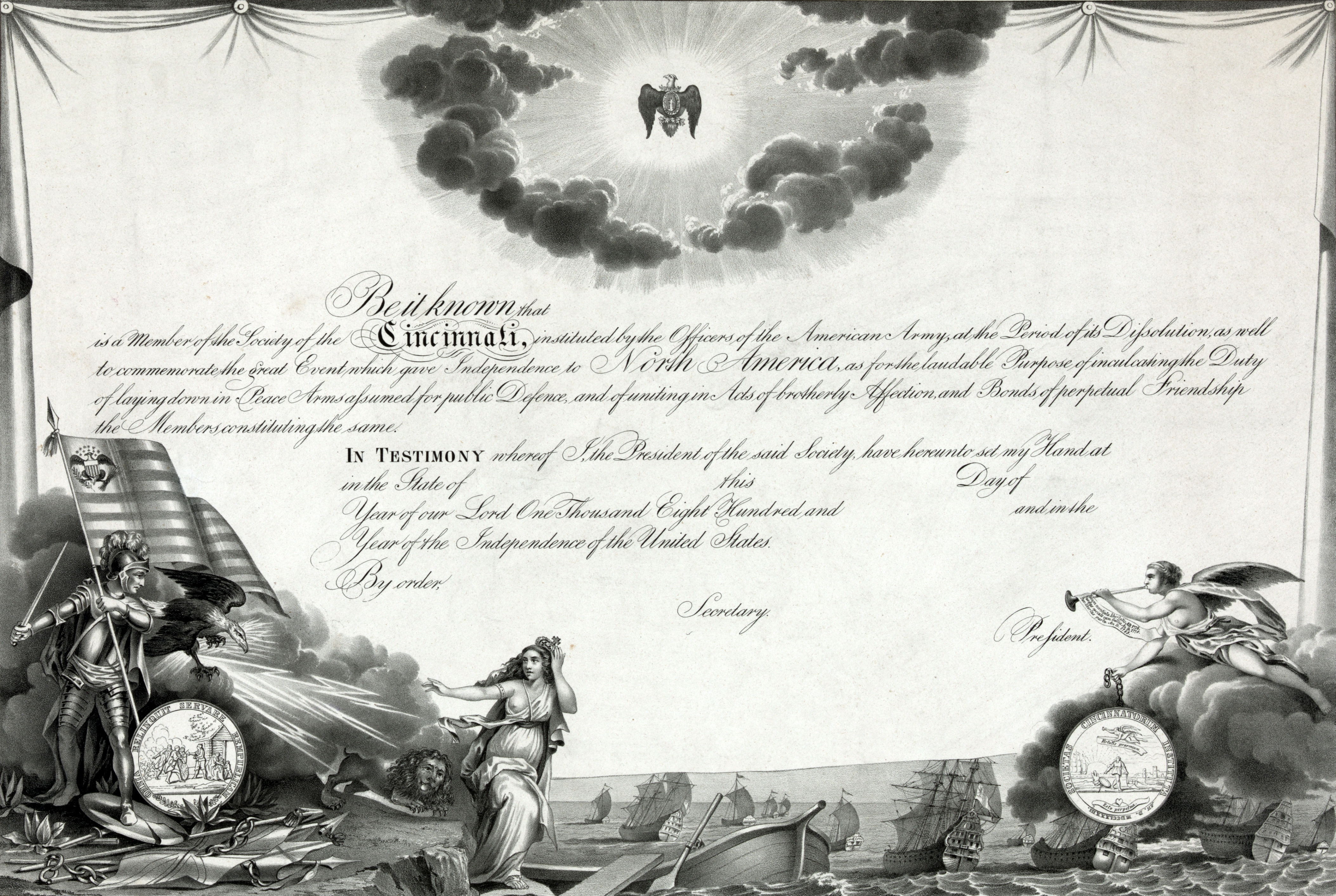
Certificat de membre de la Society of the Cincinnati (XIXe siècle)

La défaite du comte de Grasse ayant fait échouer l'expédition de la Jamaïque, c'est alors que fut résolue celle qui avait pour objet la destruction des établissements anglais dans la baie d'Hudson. Lapérouse, qui la commandait, partit du Cap le 31 mai 1782, ayant sous ses ordres les frégates l'Astrée et l'Engageante, de 36 canons chacune, commandées la première par de Langle, la seconde par M. de la Jaille. Cette expédition, dont Kerguélen nous a conservé les détails dans sa Relation de la guerre maritime de 1778, eut pour résultat la destruction des forts de Galles et d'York. Pendant cette expédition contre les établissements anglais de la baie d'Hudson, Lapérouse et de Langle participent activement aux opérations et ce dernier, quatorze jours après son retour à Brest, reçoit, le 29 novembre 1782, le brevet de capitaine de vaisseau, en récompense des services rendus. Les États-Unis lui donnèrent de leur côté un témoignage de leur juste reconnaissance en le nommant chevalier de l'Ordre de Cincinnatus.

### Voyages d'exploration scientifique

#### Expédition de La Pérouse
En 1785, Louis XVI ordonne une expédition scientifique et commerciale autour du monde. Admiré pour ses compétences, ses connaissances, notamment en mathématiques et en astronomie, et sa force de caractère, Paul Fleuriot de Langle est choisi par son ami Jean-François de La Pérouse comme second de l'expédition La Pérouse et commandant de la frégate L'Astrolabe (500t, 114 membres d'équipage). Il se distingue par la qualité des relations qu'il entretient à bord avec les scientifiques embarqués. « En effet, le choix des deux chefs de l'expédition convenait parfaitement au but qu'on se proposait. Si Lapérouse, d'un esprit plus brillant et plus généralisateur que de Langle était digne de la direction supérieure de l'entreprise, d'un autre côté ce dernier en était le véritable chef naval, et M. de Lesseps, qui avait été le compagnon des deux amis pendant une partie de cette fatale expédition, ne faisait que confirmer cette opinion, lorsque, présenté à Louis XVI à son retour en France et apprenant de la bouche de ce monarque la mort de de Langle, il lui dit ces paroles qu'il a répétées à l'un des petits-fils de l'infortuné navigateur : Sire, votre expédition est perdue ! »
Comme le rappelle Pierre Bérard, c'est « l’esprit d’invention de Mr de Langle qui, aidé d’un matelot ancien garçon meunier, imagina d’adapter à nos petites meules un mouvement de moulin à vent. Il essaya d’abord avec quelque succès des ailes que le vent faisait tourner, mais bientôt il leur substitua une manivelle ; nous obtînmes par ce nouveau moyen une farine aussi parfaite que  celle des moulins culinaires, et nous pouvions moudre chaque jour deux quintaux de blé. »
L'expédition les fait visiter Madère, l'île Sainte-Catherine, Monterey, Macao, les Philippines, les îles Samoa.

##### Le drame de Maouna

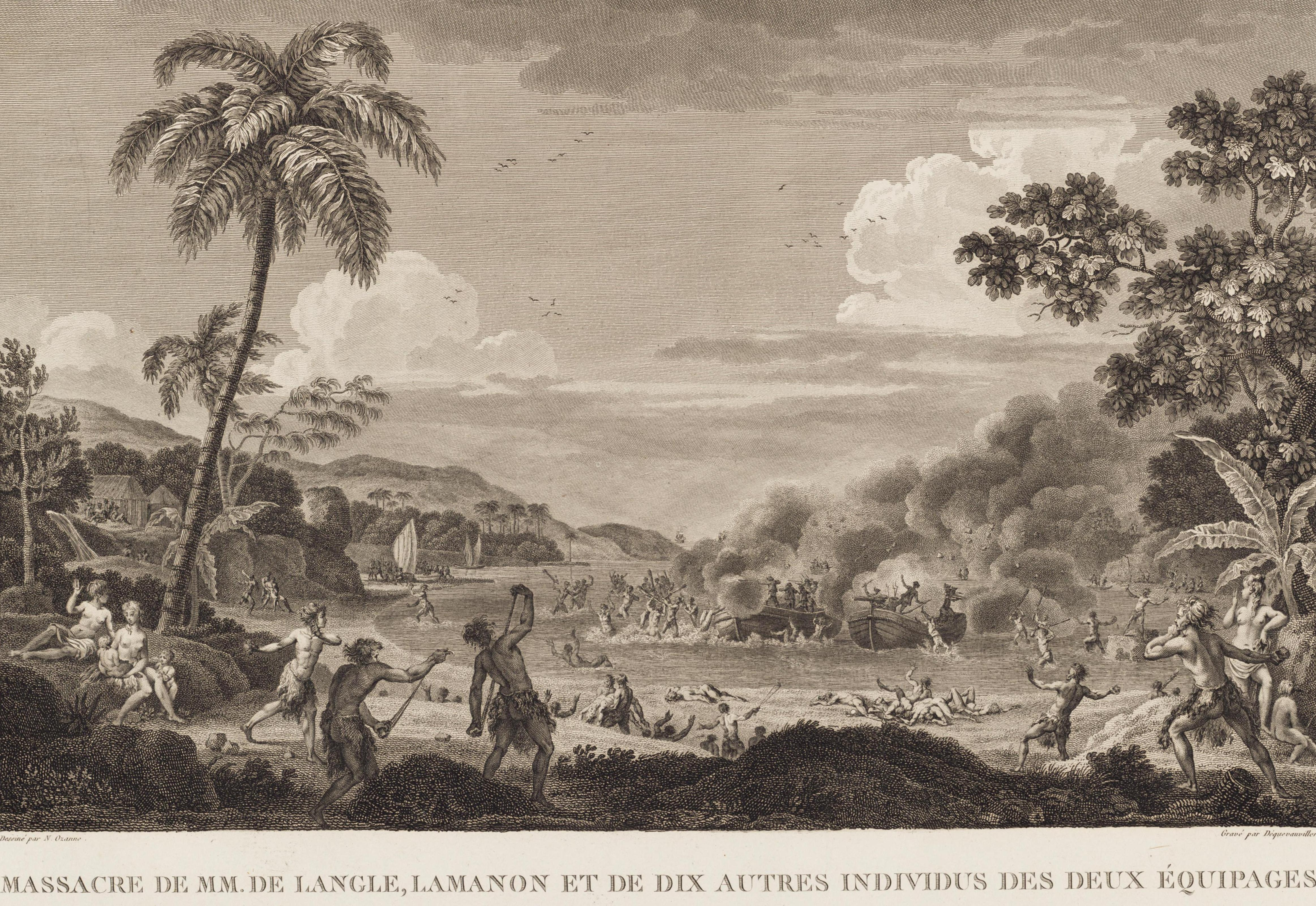
La mort de Fleuriot et de dix de ses hommes sur les plages de Manoua en 1787. (Gravure de N. Ozanne, 1797)

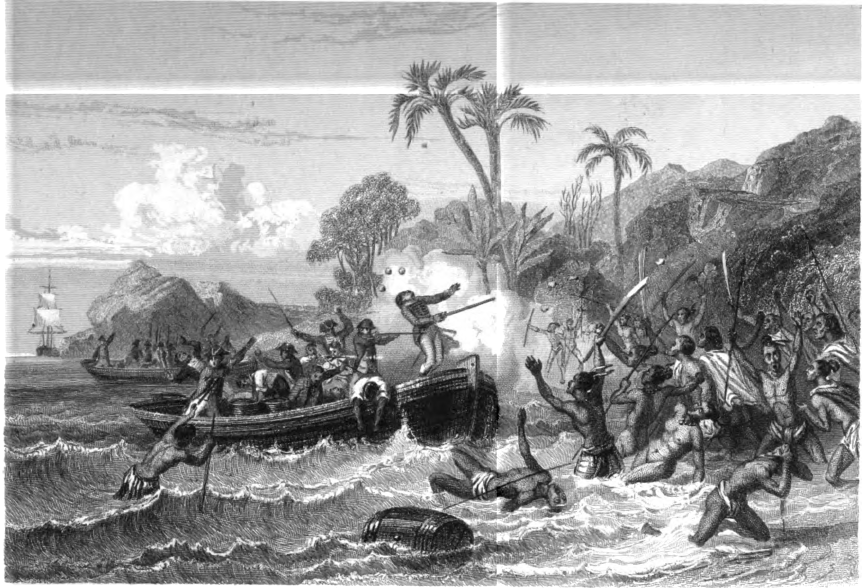
Mort de Paul Antoine Fleuriot de Langle. (Les Navigateurs français: histoire des navigations, découvertes et colonisations françaises, Léon Guérin, 1846)

Sur le chemin du retour, Paul-Antoine et ses hommes accostèrent sur l'île Maouna pour chercher de l'eau potable qui manquait sur le vaisseau. Sur leurs chaloupes chargées de barriques d'eau, ils attendirent que la marée soit haute pour pouvoir rejoindre le vaisseau.
Des indigènes de Tutuila encerclèrent les canots, et l'hostilité monta. Fleuriot de Langle refusa de tirer sur les indigènes, car la mission devait rester pacifique sur ordre du roi. Il reçut une pierre sur la tête, et tomba à l'eau.
Dès lors, une véritable bataille commença entre l'équipage et ses agresseurs. Onze marins furent tués sur place, vingt furent blessés et Fleuriot de Langle fut achevé à coups de massue.
Il est nommé chef de division le 24 avril 1788 (à titre posthume).

## Hommages et postérité
Très affecté, La Pérouse aurait pu couler bas cent pirogues qui contenaient plus de cinq cents personnes, avant de quitter cette île, mais, dit-il, Je craignis de me tromper au choix des victimes, le cri de ma conscience leur sauva la vie. Les restes de Fleuriot de Langle ont été inhumés dans le chœur de l'église Saint-Louis à Brest après des obsèques en grande pompe.
Au nombre de ses descendants, figure l'écrivain Jean de La Varende.
À Nantes, un square porte son nom dans le centre-ville.
Comme en témoigne M. de Fleurieu : « Un esprit éclairé par la culture des sciences utiles à l'homme de mer, une grande expérience assurée par la théorie, une âme forte supérieure aux dangers, et ne s'en dissimulant pas l'étendue, un sang-froid qu'aucun événement ne pouvait altérer, une conception prompte, un coup d'oeil sûr et exercé, tels sont les talents, les qualités, les moyens qui préparaient un général pour commander un jour nos armées navales et soutenir avec autant de dignité que d'honneur le pavillon français. »
Paul-Antoine Fleuriot de Langle figure sur le Monument aux Morts, érigé en 1883, commémorant les naufrages de L'Astrolabe et de La Boussole, sur l'Île de Tutuila aux Samoa américaines. La plaque porte l'inscription « Morts pour la science et la Patrie » le 11 décembre 1787, suivent les noms des 7 victimes de L'Astrolabe dont Fleuriot de Langle, puis ceux des 4 victimes de La Boussole dont Robert de Lamanon.
Dans le cadre des plongées sur les épaves de La Boussole et de L'Astrolabe, on met au jour en 1999 une fourchette en argent aux armes de Fleuriot de Langle.

## Sources et bibliographie
- Prosper Levot, Biographie bretonne, volume 1 sur Google Livres, Cauderan, 1852, p. 702-704
- Y. Avril, Fleuriot de Langle, second de Laperousse dans Les Carnets du Goëlo n°3 (1987), bulletin de la Société d'études historiques et archéologique du Goëlo
- Jean-François de Lapérouse, Voyage autour du monde sur l'Astrobale et la Boussole (1785-1788) (introduction et notes d'Hélène Patris), Paris, éditions La Découverte, 2008
- Claude Pisano, Paul-Antoine Fleuriot de Langle, éditions Serre, 2011
- Jean-Paul Faivre, « La tragique expédition de Lapérouse et Langle (compte-rendu) », Journal de la Société des océanistes, vol. 10, no 10,‎ 1954, p. 220-222 (lire en ligne, consulté le 29 août 2017).
- Plongée magazine, no 16, « Vanikoro », sous-titré « Dernières nouvelles de La Pérouse », par Pierre Larue, p. 52
- Le Mystère Lapérouse, ou le Rêve inachevé d'un roi, par l'association Salomon, éditions de Conti, mars 2008
- Pierre Bérard, Le voyage de La Pérouse : Itinéraire et aspects singuliers, Albi, Un Autre Reg’Art, 2010, 175 p. (ISBN 978-2-916534-60-2, lire en ligne)
- Michel Vergé-Franceschi (dir.), Dictionnaire d'Histoire maritime, Paris, éditions Robert Laffont, coll. « Bouquins », 2002, 1508 p. (ISBN 2-221-08751-8 et 2-221-09744-0)
- Étienne Taillemite, Marins français à la découverte du monde : De Jacques Cartier à Dumont d'Urville, Paris, éditions Fayard, 1999, 725 p.
- C. Gaziello, L'expédition de Lapérouse, 1785-1788 : réplique française aux voyages de Cook, Paris, 1984